# Gaetano Giordani

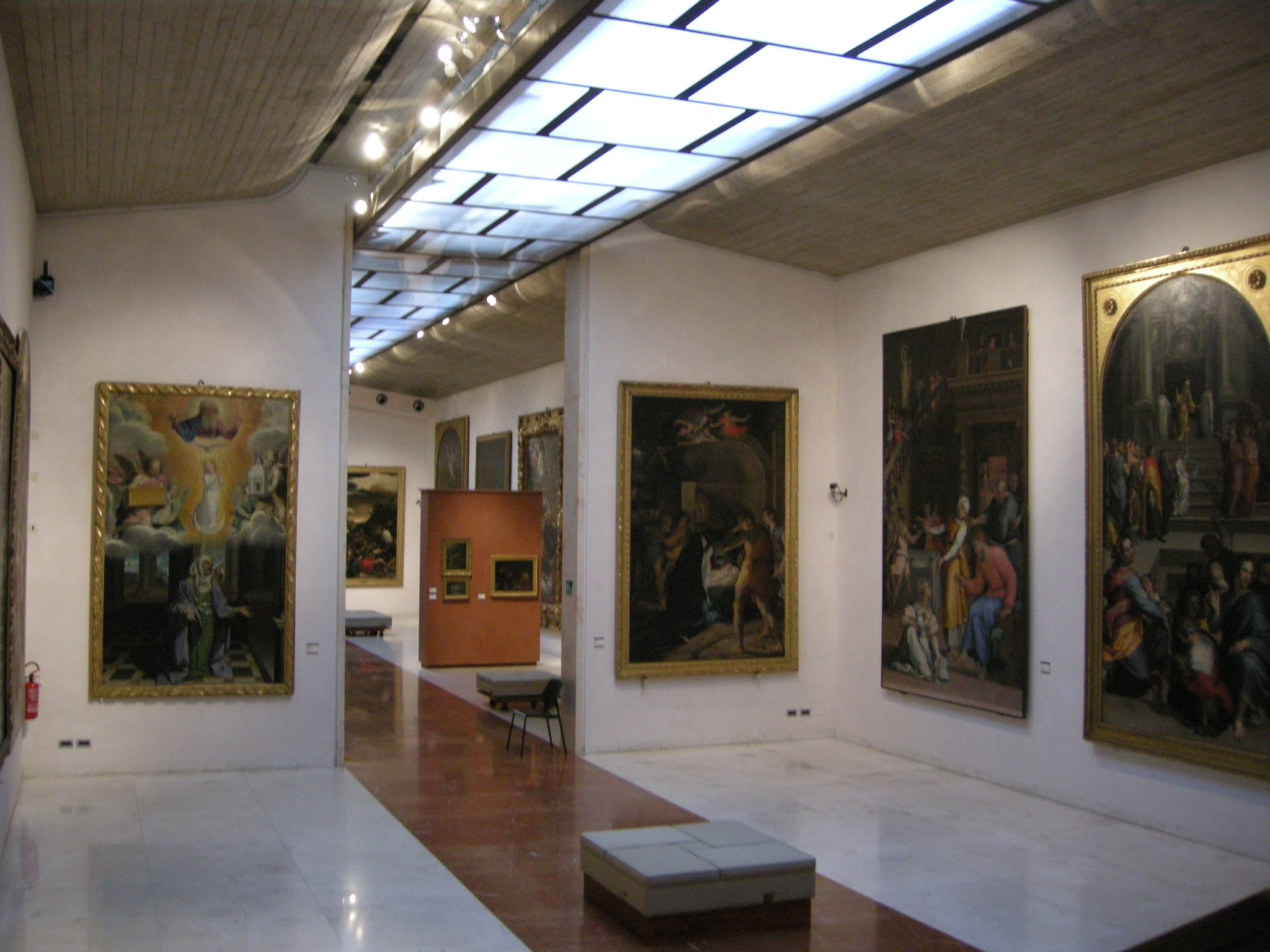
Una sala espositiva dell'attuale Pinacoteca Nazionale di Bologna.

Gaetano Giordani (Budrio, 1800 – Bologna, 1873) è stato un bibliografo e scrittore italiano.

## Biografia
Tra il 1822 e il 1859 fu "ispettore" (curatore) della pinacoteca dell'allora pontificia Accademia di belle arti di Bologna, di cui nel 1826 compilò il primo catalogo, pubblicandone poi edizioni continuamente aggiornate e le rispettive traduzioni in francese. Oltre ai testi bibliografici, scrisse numerosi articoli d'arte, storici e archeologici perlopiù collegati a Bologna e ai territori vicini, documentandosi accuratamente sui testi esistenti ma verificandoli anche personalmente ed elaborando talora ipotesi originali. Svolse con «solerti cure ed attività singolare» l'incarico affidatogli profondendovi le sue ampie conoscenze storiche e artistiche, ricevendo numerose attestazioni di merito e il titolo onorifico di cavaliere. Concluso ufficialmente il suo mandato, rimase comunque strettamente legato alla pinacoteca fino alla morte. 

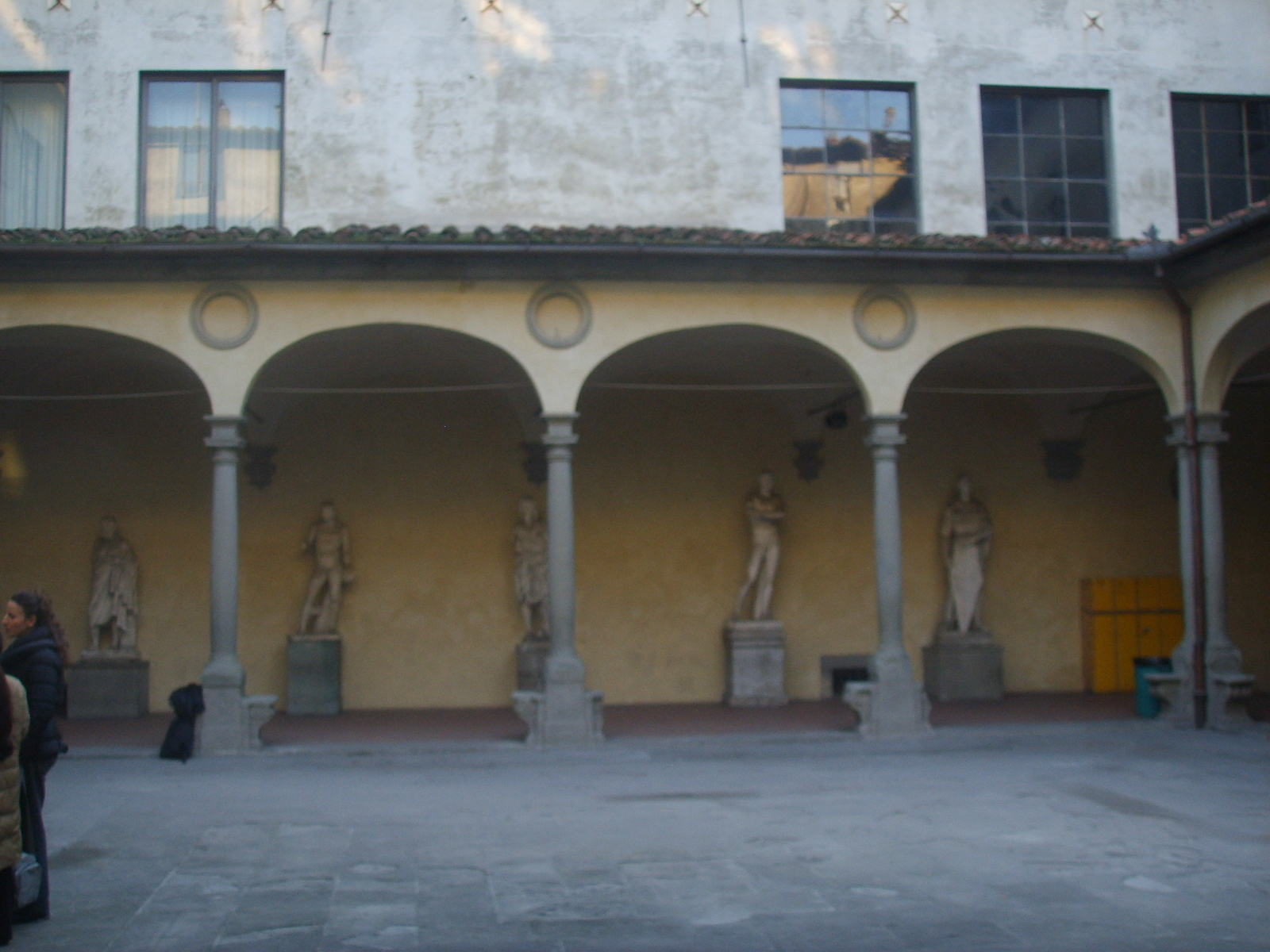
Cortile interno dell'Accademia di belle arti di Firenze.

Fu socio onorario della citata Accademia bolognese di belle arti, di quelle di Firenze e di Perugia, dell'Accademia dei Virtuosi al Pantheon di Roma, dell'aretina Accademia Petrarca di Lettere, Arti e Scienze e di varie altre accademie letterarie d'Italia.
Dopo la morte, la sua ricchissima collezione libraria fu acquistata dalla Biblioteca municipale di Bologna.
Sia Budrio che Bologna gli hanno intitolato una via.

## Pubblicazioni

### La pinacoteca e i suoi cataloghi
- Catalogo dei quadri che si conservano nella pinacoteca della pontificia Accademia delle belle arti in Bologna, Bologna, Annesio Nobili & C., 1826 (e 1827).

- Edizioni successive: 1829; 1835; Bologna, Guidi all'Ancora, 1842 (1843, 1844, 1845 e 1846); La Pinacoteca di Bologna ovvero catalogo dei quadri che si conservano nella pontificia Accademia di belle arti. Ristampato con aggiunte di appendici in questa 5ª ed., Bologna, Guidi, 1850; 1851 (con testo anche in francese); La Pinacoteca bolognese, ovvero Catalogo dei quadri che si conservano nella Pontificia Accademia di belle arti ed in altri luoghi pubblici di Bologna (6ª ed. con aggiunte), Bologna, Chierici, 1853; La pinacoteca di Bologna ovvero catalogo dei quadri che si conservano nella Pontificia accademia delle Belle Arti, Bologna, Tipografia della Volpe e del Sassi, 1856 (con testo anche in francese); Pinacoteca di Bologna, ossia Catalogo dei quadri conservati nella Pontificia Accademia di Belle Arti, Bologna, Tipografia governativa della Volpe e del Sassi, 1857.
- In francese: Pinacothèque de Bologne, ou Catalogue des tableaux conservés dans la p. Academie de beaux-arts. Avec notes, Bologna, Nobili, 1839; Bologna, Tipografia governativa, 1842; Società Tipografica Bolognese, 1853.

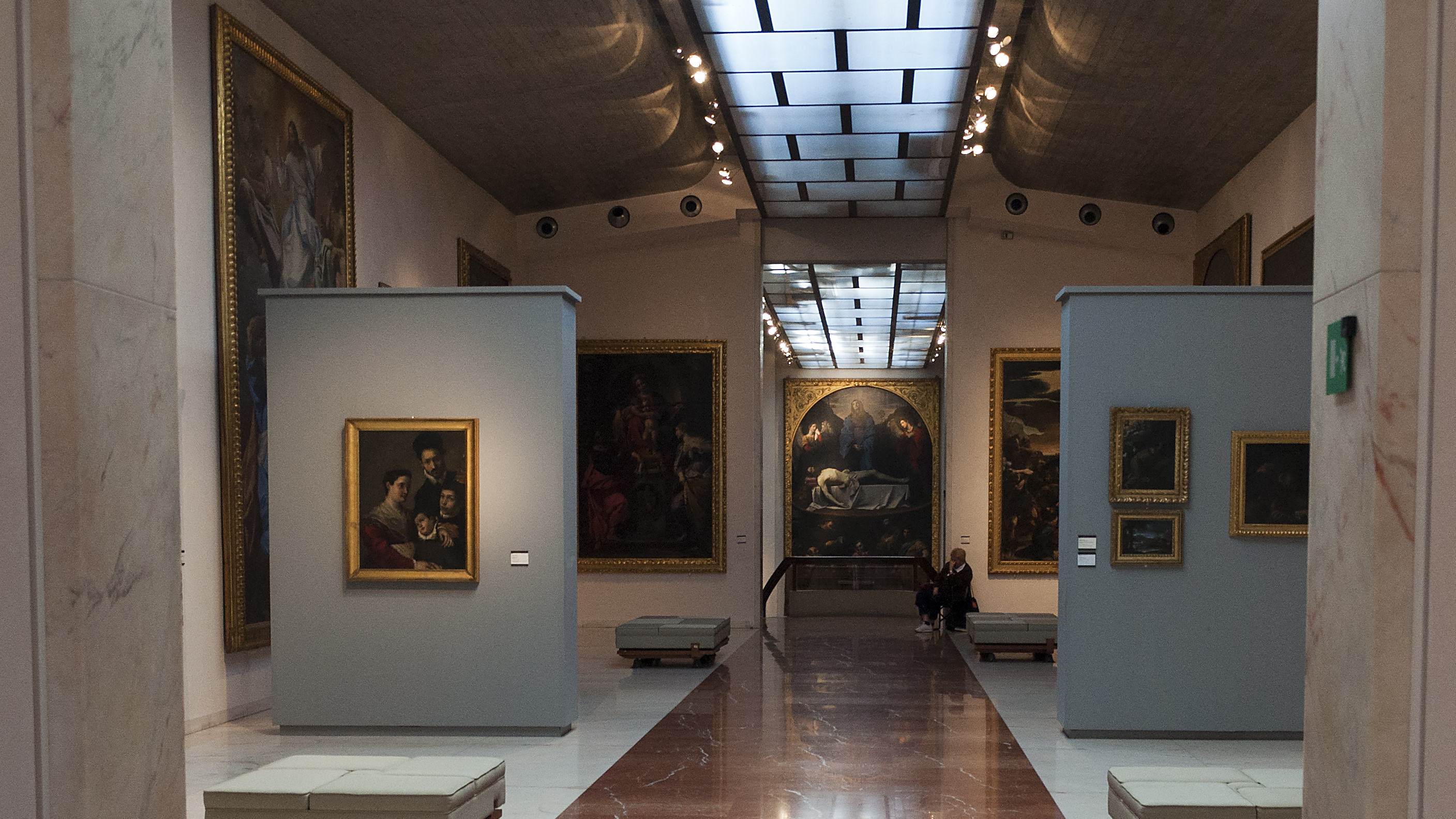
Un'altra sala espositiva della Pinacoteca Nazionale di Bologna.

- Guida per la Pontificia Accademia di Belle Arti in Bologna, Bologna, Sassi nelle Spaderie, 1846.
- Cenni per servire di guida ai forestieri nella pontificia Accademia di Belle Arti in Bologna, Bologna, Tipografia governativa della Volpe e del Sassi, 1857.
- Breve indicazione della galleria de' quadri che si conservano nella centrale Accademia di belle arti dell'Emilia, nelle varie chiese di Bologna e delle pitture murali a fresco più notabili in diversi luoghi della città medesima, Bologna, Chierici, 1860.
- Brevi indicazioni dei quadri che compongono la Pinacoteca depositati nella centrale R. Accademia di belle arti dell'Emilia in Bologna, Bologna, Regia tipografia, 1869.

### Altri scritti
- Prose e versi a Lodovico Lipparini pittore, socio onorario dell'Accademia di belle arti in Bologna, Bologna, Emidio Dall'Olmo, 1828.[3]
- "Notizie sulle Pittrici bolognesi", in Almanacco storico-statistico di Bologna, anno III 1832, Bologna, Nobili & C., 1832.
- Memorie della chiesa priorale e parrocchiale di Santa Maria Maddalena nella strada S. Donato, poste alla luce per la decenne processione generale del Santissimo Sacramento, l'anno 1835, Bologna, Nobili & C., 1835.
- "Indicazione delle cose notabili di Budrio", in Almanacco statistico-bolognese, anno VII 1836, Bologna, Nobili & C., 1835, pp. 172–247.

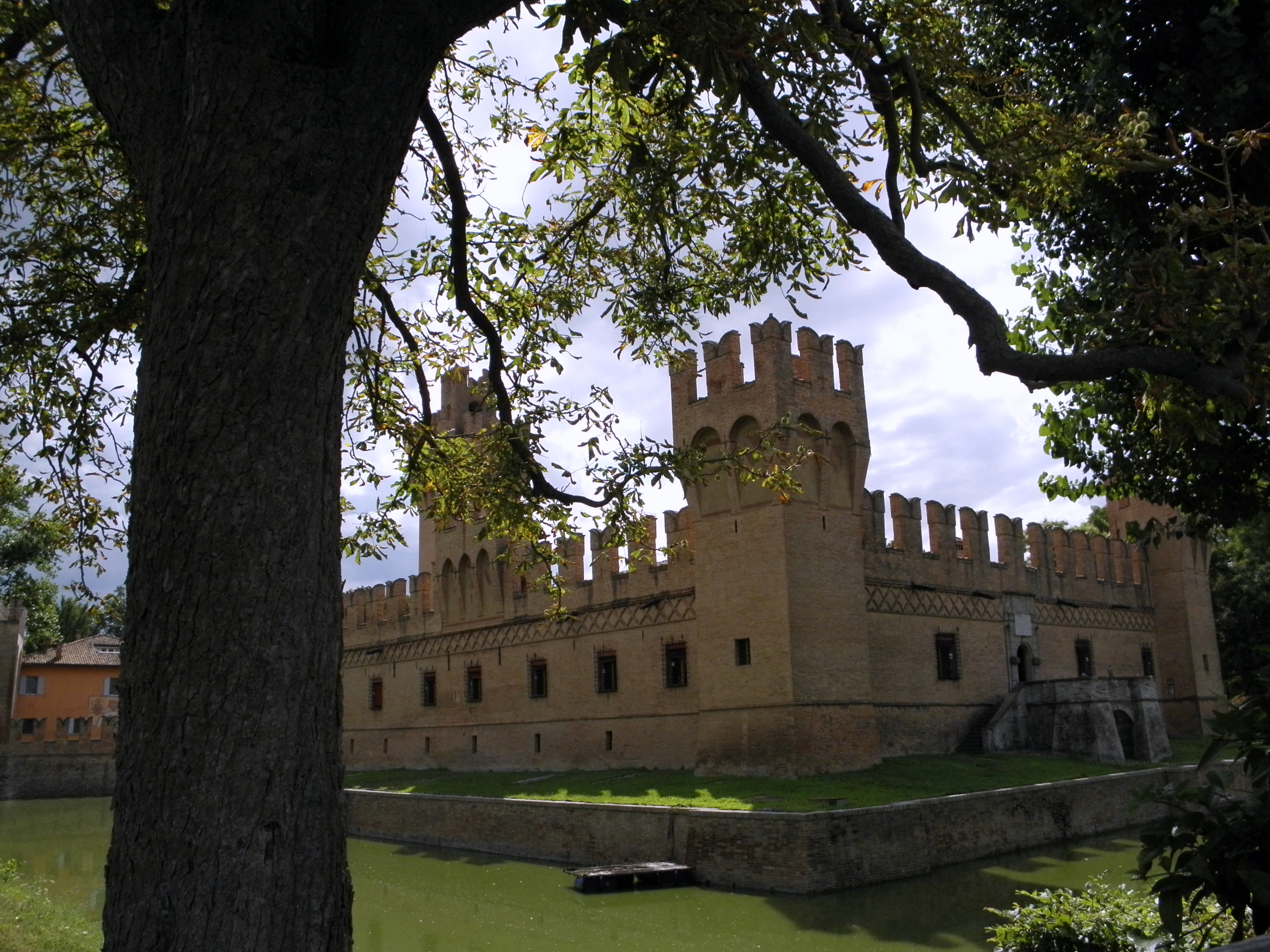
Il Castello di san Martino in Soverzano.

- "Memorie storiche riguardanti il Castello di san Martino in Soverzano, volgarmente appellato de' Manzoli" e "Breve descrizione del sito e dell'architettura del Castello san Martino degli illustriss. signori Marchione Alessandro e Giorgio de' conti Mangioli fatta da Gio. Battista Bombello l'anno 1578", in Almanacco statistico-bolognese, anno VIII 1837, Bologna, Nobili & C., 1836, pp. 162–235. Testo in parte ripreso da Corrado Ricci, Il castello di S. Martino sopra Zena. Descrizione e storia, Bologna, Azzoguidi, 1885.
- "Cronichetta di Castel Bolognese con appendici inscrizioni e note", in Almanacco statistico bolognese, anno IX 1838, Bologna, Nobili & C., 1837.
- Della venuta e dimora del sommo pontefice Clemente VII in Bologna per la coronazione di Carlo V imperatore celebrata l'anno 1530. Cronaca con note ed incisioni, Bologna, 1838.

Riedizione: Della venuta e dimora in Bologna del sommo pontefice Clemente VII per la coronazione di Carlo V imperatore celebrata l'anno 1530. Cronaca con note documenti ed incisioni, Bologna, Volpe, 1842 (consultabile anche su Google Libri).
- "Memorie patrie" ("Relazione delle feste celebrate per Cristina di Svezia in Bologna", "Cenni intorno al Castello di Bolognola", "Della moneta de' poveri. Notizie storiche"), in Almanacco statistico-bolognese, anno XI 1840, Bologna, Nobili & C., 1839.
- Cenni sopra diverse pitture staccate dal muro e trasportate su tela e specialmente di una grandiosa con maestria eseguita da Guido Reni ed ammirata entro nobile palazzo in Bologna, Bologna, Volpe, 1840.
- Vita del conte e senatore Andrea Bentivoglio scritta da Giovanni Sabadino degli Arienti e pubblicata con note di Gaetano Giordani, Bologna, Volpe, 1840.

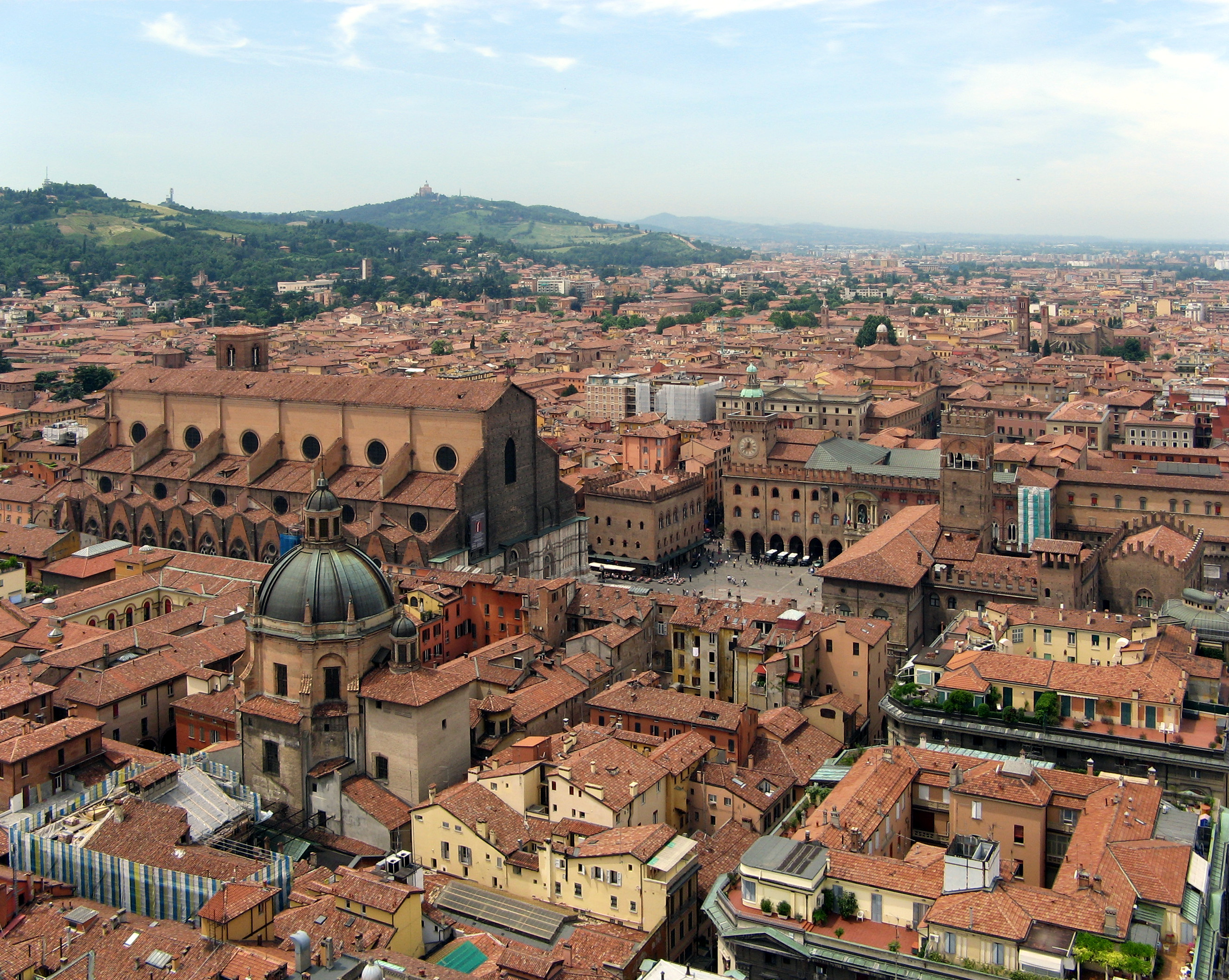
Panoramica del centro di Bologna.

- Notice historique et descriptive de Bologne ou souvenirs de cette ville pour les étrangers, Bologna, Tipografia governativa, 1841.
- Cenni intorno alla lapide sepolcrale del pittore Dionisio Calvart d'Anversa posta nella Chiesa de' RR. PP. Serviti di Bologna, Bologna, Jacopo Marsigli, 1843.
- Indicazione storico-artistica delle cose spettanti alla villa Legatizia di San Michele in Bosco già monastero de' RR. PP. Olivetani monumento fra i più celebri suburbani di Bologna, Bologna, Tipografia governativa alla Volpe, 1850.
- Memorie storico-artistiche della Parrocchia di santa Maria Assunta di Borgo Panigale, Bologna, Tipografia a San Tommaso d'Aquino, 1853. Riedizione moderna: Bologna, Stiassi, 1969.
- Notizie storico-artistiche della Parrocchia de' santi Vitale ed Agricola in Bologna estratte dall'opera Le chiese parrocchiali della città e diocesi di Bologna, Bologna, Tipografia a San Tommaso d'Aquino, 1853.
- Intorno al gran teatro del comune e ad altri minori in Bologna. Memorie storico-artistiche con annotazioni, Bologna, Società Tipografica Bolognese e Ditta Sassi, 1855.
- Notizie storico-artistiche del grandioso tempio di San Pietro apostolo parrocchia nella cattedrale metropolitana di Bologna, estratte dall'opera Le chiese parrocchiali della città e diocesi di Bologna e pubblicate in occasione degli apparati decennali del 1855, Bologna, Tipografia a San Tommaso d'Aquino, 1855.
- Brevi notizie storiche della parrocchia di s. Benedetto abbate, Bologna, Tipografia a San Tommaso d'Aquino, 1858.
- "Di una dipintura a fresco scoperta nella chiesa de' frati minori dell'Osservanza vicino alla città d'Imola. Informazione", in Atti e memorie della R. Deputazione di Storia Patria per le provincie della Romagna, anno 4, 1866, pp. 176–183.
- Una primizia pittorica del giovanetto Raffaello Sanzio. Lettera per felicitazione delle nozze Zaballi-Cittadella di Ferrara, Bologna, Regia tipografia Romagnoli, 1870.
- Catalogo de' quadri di varie scuole pittoriche nella galleria Costabili in Ferrara, Bologna, 1871-1872.